# Шегра
Шегра, или Шегринка, — река в России, протекает по территории Вышневолоцкого, Спировского, Торжокского районов Тверской области. Устье реки находится в 124 км от устья Тверцы по правому берегу. Длина реки составляет 41 км, площадь водосборного бассейна — 447 км².

## Данные водного реестра
По данным государственного водного реестра России относится к Верхневолжскому бассейновому округу, водохозяйственный участок реки — Тверца от истока (Вышневолоцкий гидроузел) до города Тверь, речной подбассейн реки — Волга до Рыбинского водохранилища. Речной бассейн реки — (Верхняя) Волга до Куйбышевского водохранилища (без бассейна Оки).
Код объекта в государственном водном реестре — 08010100512110000002055.

## Туризм
Река популярна среди туристов-водников как река для майских сплавов.